# Прокшино (станция метро)
«Про́кшино» — станция Московского метрополитена на Сокольнической линии. Расположена в районе Коммунарка (НАО) близ деревень Николо-Хованское и Прокшино, по последней из которых и получила своё название. Открыта 20 июня 2019 года в составе участка «Саларьево» — «Новомосковская». По конструкции — наземная крытая однопролётная станция с островной платформой.

## История
Впервые станция появилась на планах развития Московского метрополитена летом 2014 года, когда 26 июня было выдано распоряжение на составление проекта планировки продления Сокольнической линии на две станции от «Саларьева» в районы перспективной застройки. К лету 2015 года было спроектировано продление уже на 5 станций: до станции «Сосенки» с пересадкой на линию в Коммунарку. Реализация этих планов оставалась далёкой перспективой, однако в ноябре были опубликованы материалы проекта по внесению изменений в Генеральный план города Москвы относительно присоединённых территорий, согласно которым, на участке продления Сокольнической линии за станцией «Саларьево» на первом этапе оставлена только одна станция — «Филатов Луг». В начале 2016 года планы по продлению Сокольнической линии в Коммунарку вновь претерпели изменения: количество станций на новом участке вновь было увеличено до пяти (в июле пятая станция была вычеркнута — «Николо-Хованская», между станциями «Филатов Луг» и «Прокшино»), но теперь новый участок линии трассировался вдоль строящейся автодороги Солнцево — Бутово — Варшавское шоссе до конечной станции «Новомосковская».
В июле 2017 года утверждён проект планировки строительства участка Сокольнической линии метро от станции «Саларьево» до Коммунарки, состоящий из четырёх станций, он будет включать в себя станцию «Прокшино».
По состоянию на июнь 2017 года велись строительные работы. 16 марта 2018 года на сайте госзакупок стартовал конкурс на выполнение подрядных работ по строительству участка «Саларьево» — «Столбово» к октябрю 2019 года; итоги конкурса были подведены 28 апреля. В конце августа 2018 года была закончена отделка платформы станции.
14 января 2019 был проведён технический пуск. 14 марта 2019 года сообщалось, что на станции были завершены основные строительно-монтажные и архитектурно-отделочные работы. В итоге открытие станции состоялось 20 июня 2019 года.

## Расположение и вестибюли
По проекту станция наземная крытая, запроектирована по оси Филатовского шоссе в полосе отвода между проезжими частями обоих направлений.
У станции имеется один вестибюль. Выход из вестибюля на обе стороны Филатовского шоссе осуществляется через поперечный надземный переход.
Близ станции расположены жилые комплексы: «Дубровка», «Испанские кварталы» и «Николин парк». Ведётся строительство бизнес-квартала «Прокшино» и нового одноимённого жилого комплекса. А также планируется строительство горнолыжного комплекса с искусственным океаническим берегом.

## Архитектура и оформление
Дизайн станции вдохновлён архитектурными формами старинных железнодорожных станций и вокзалов: станция Ватерлоо (Лондон, 1848 год), Пенсильванский вокзал (Нью-Йорк, 1910 год) и Киевский вокзал (Москва, 1918 год). Перроны оформлены в белой гамме, а выходы и кассы — ярко-красными и жёлтыми элементами. Платформа станции закрыта, а стены выполнены из прозрачного стекла. Пространство от пола до потолка составляет около 10 метров.

## Наземный общественный транспорт
На этой станции можно пересесть на следующие маршруты городского пассажирского транспорта:
- Автобусы: 102, 109, с999, МЦ2

## Навигация

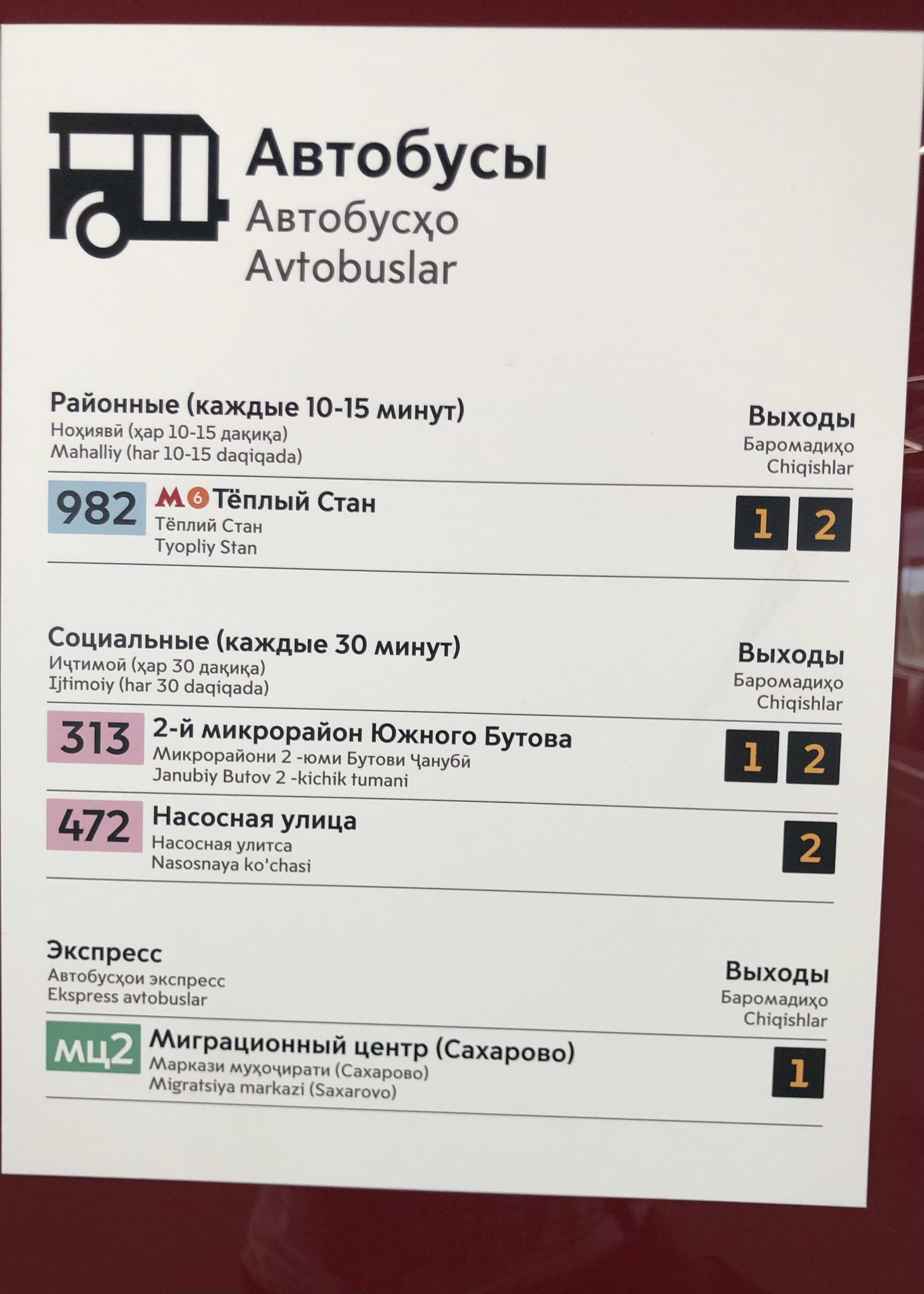
Список автобусных маршрутов, продублированный на таджикском и узбекском языках

Наряду со станцией «Лесопарковая», на этой станции таблички и указатели продублированы на узбекском и таджикском языках в связи с тем, что отсюда отправляется автобусный маршрут до Многофункционального миграционного центра в Сахарове. Перевод указателей на эти языки вместо нормативного для метро англоязычного дублирования стал предметом жёсткой общественной критики.

## Галерея
| - Проект станции метро «Прокшино» - Строительство станции метро «Прокшино» в августе 2018 года - Платформа станции в день открытия - Посадочная платформа |